# Alessandria del Carretto
Alessandria del Carretto è un comune italiano di 344 abitanti della provincia di Cosenza.
Il suo territorio confina con quello dei comuni di Albidona, Castroregio, Cerchiara, Oriolo, Plataci, San Lorenzo Bellizzi, San Paolo Albanese, Terranova del Pollino. Fa parte del parco nazionale del Pollino, del quale è il comune più alto, essendo situato a 1000 metri s.l.m.. Alessandria del Carretto fa parte dell'associazione Borghi autentici d'Italia.

## Storia
Un'antica pergamena del 1193 redatta in greco e tradotta poi in latino nel 1277 è il documento più antico relativo all’attuale territorio di Alessandria del Carretto. Si tratta di una donazione di terreni, di cui sono riportati i confini, ad un monastero preesistente.
Tuttavia, la storia di Alessandria del Carretto per come la conosciamo va ricercata nel secolo XVII a partire da Oriolo, infatti è proprio da lì che il borgo trova la sua origine. Il 1º luglio 1552 Marcello Pignone, di antica famiglia nobiliare, compra il feudo di Oriolo con Montegiordano per la somma di 10.800 ducati il e ne diviene Barone e poi Marchese di Oriolo il dal 16 aprile 1558. Dal matrimonio tra Marcello e Fulvia Lignana Gattinara dei conti di Castro nacque Alfonso, II marchese di Oriolo, che sposò nel 1580 Costanza di Sangro del Carretto, figlia ed erede di Ippolita del Carretto dei marchesi di Finale; i loro discendenti adottarono il cognome Pignone del Carretto. Nel 1583 morì Alfonso del Carretto e i titoli passarono ad Alessandro, che nel 1633, su un insediamento preesistente, fondò Alessandria del Carretto della quale divenne il primo Principe, probabilmente con l'intento di aumentare i terreni coltivabili e quindi le produzioni cerealicole.

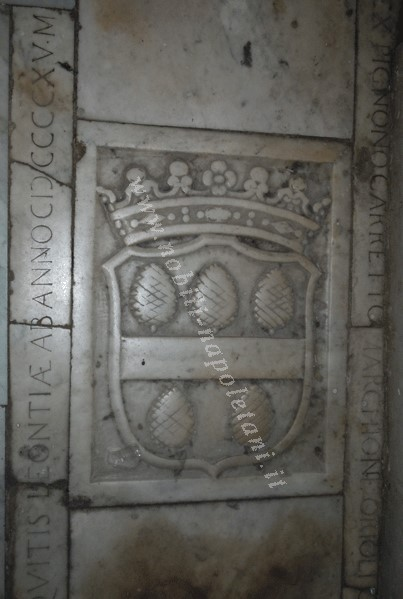
Napoli, sepolcro di Arianni Pignone del Carretto - lastra tombale di Alessandro Pignone del Carretto 1º Principe di Alessandria del Carretto

### Simboli
Lo stemma e il gonfalone sono stati concessi con DPR n. 2644 del 15 luglio 1983.
Il gonfalone è un drappo partito di bianco e di azzurro.

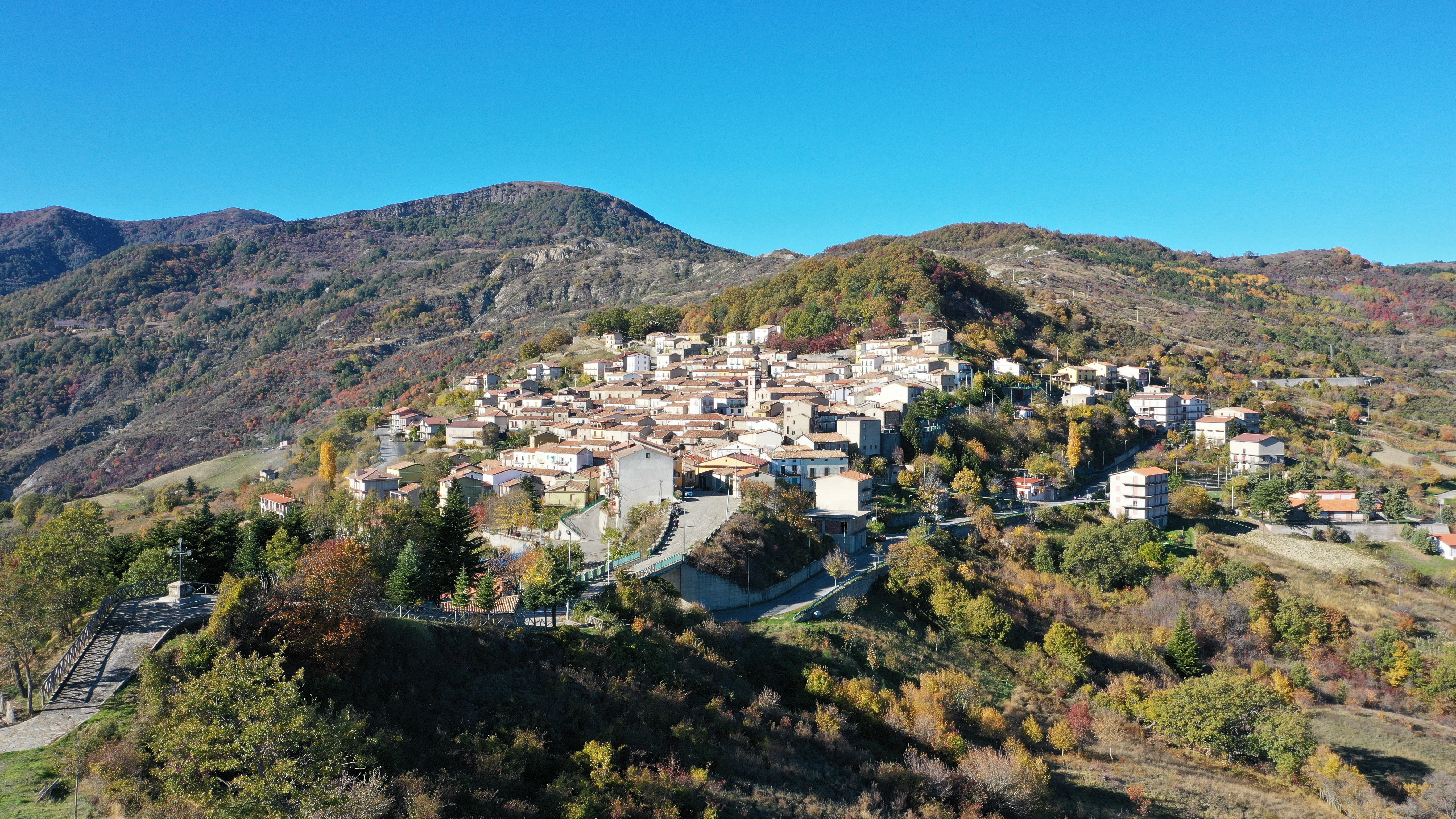
foto aerea

## Monumenti e luoghi di interesse

### Architetture religiose

#### Chiesa Madre di Sant'Alessandro Papa Martire

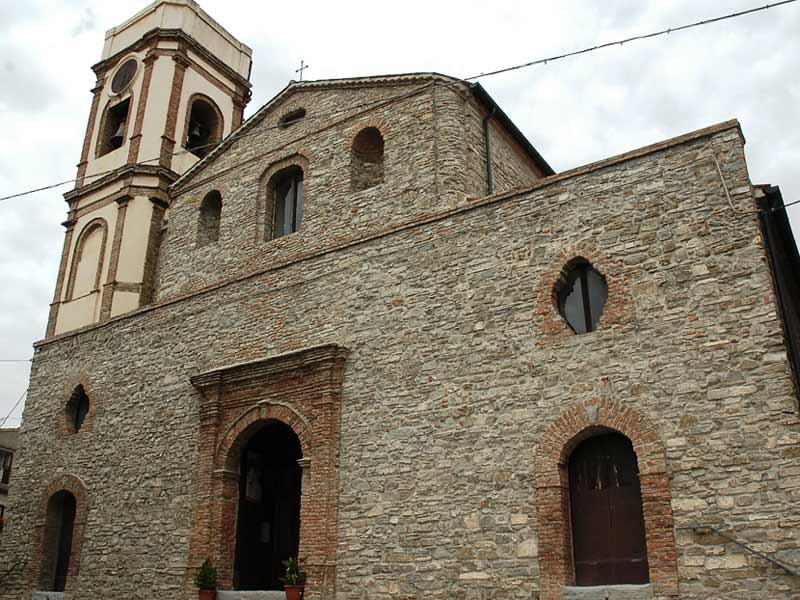
La chiesa madre di Sant'Alessandro Papa Martire

La Chiesa Madre è il fulcro centrale del borgo, contemporanea alla nascita di esso, è stata edificata intorno al 1600. La facciata in stile misto è in pietra viva e vi si trovano 3 portali ad arco a tutto sesto nella parte inferiore mentre in quella superiore abbiamo una monofora centrale affiancata da due nicchie. Nella parte sinistra si erge un campanile a base ottagonale. L’interno è costituito da tre navate decorate in stile neoclassico. Nelle navate laterali vi sono custodite le statue dei vari santi principali del paese. Nel corso dei secoli ha subito numerosi interventi di ristrutturazione, gli ultimi sono stati quelli del secondo dopoguerra e quelli alla fine degli anni ’80 inizio ’90.

#### Cappella di San Rocco
La piccola Cappella di San Rocco è situata all’inizio del centro storico, è costituita da una struttura a capanna molto sobria con la facciata in pietra viva. Sulla facciata principale abbiamo l’ingresso costituito da un arco a tutto sesto, sormontato da una monofora. Sulla sommità abbiamo un piccolo campanile a vela. Degna di nota è la piccola statuetta che si trova all’interno della chiesa è stata donata dall’attuale parroco Don Yusti: la “Madona Nera”.

### Cappella di Sant’Elia
Nella contrada “Sant’Elia” troviamo i resti dell’omonima cappella costruita, probabilmente, intorno all’anno 1000 da monaci bizantini. I monaci si stanziarono nella zona dove costruirono la Cappella, di culto bizantino, che poi diventò l’attuale contrada di “Sant’Elia” e, probabilmente, si stanziarono anche in quella che ora corrisponde alla contrada di “Megliard”, in queste due contrade troviamo le poche zone pianeggianti dei territori di Alessandria, che loro coltivarono per diversi anni. Anche nella contrada di “Megliard” vi sono dei resti di una struttura di epoca riconducibile (presumibilmente) a quella della Cappella. Tutt’oggi nella Cappella di Sant’Elia sono visibili dei resti di affreschi bizantini.

### Cappella della Madonna dello Sparviere
La Cappella della Madonna dello Sparviere, si trova in località "Bruscate" ed è stata costruita intorno agli anni '80. Annualmente, il 15 agosto vi si tiene una messa e la seguente processione. Nei pressi della Cappella, in località "Tappaiolo" vi è un laghetto artificiale, contemporaneo alla costruzione della Cappella, che con varie aree pic-nic offre possibilità di sosta.

### Architetture civili

#### Palazzo Chidichimo
Il Palazzo Chidichimo, costruito nel XVII secolo, è una delle costruzioni più antiche del borgo. Al momento della sua costruzione aveva un altro nome: Palazzo Pignone del Carretto perché dimora della famiglia dei Pignone fondatori del paese. Il palazzo Chidichimo, in realtà, è composto da due grandi residenze. La principale è una residenza privata, ristrutturata nei decenni passati, mantiene ancora il suo carattere originale soprattutto grazie alla muratura in pietra locale con facciate a vista. La residenza secondaria, invece, di proprietà comunale, è stata ristrutturata negli ultimi anni ed oggi è sede di mostre e convegni vari.

#### Museo Guido Chidichimo

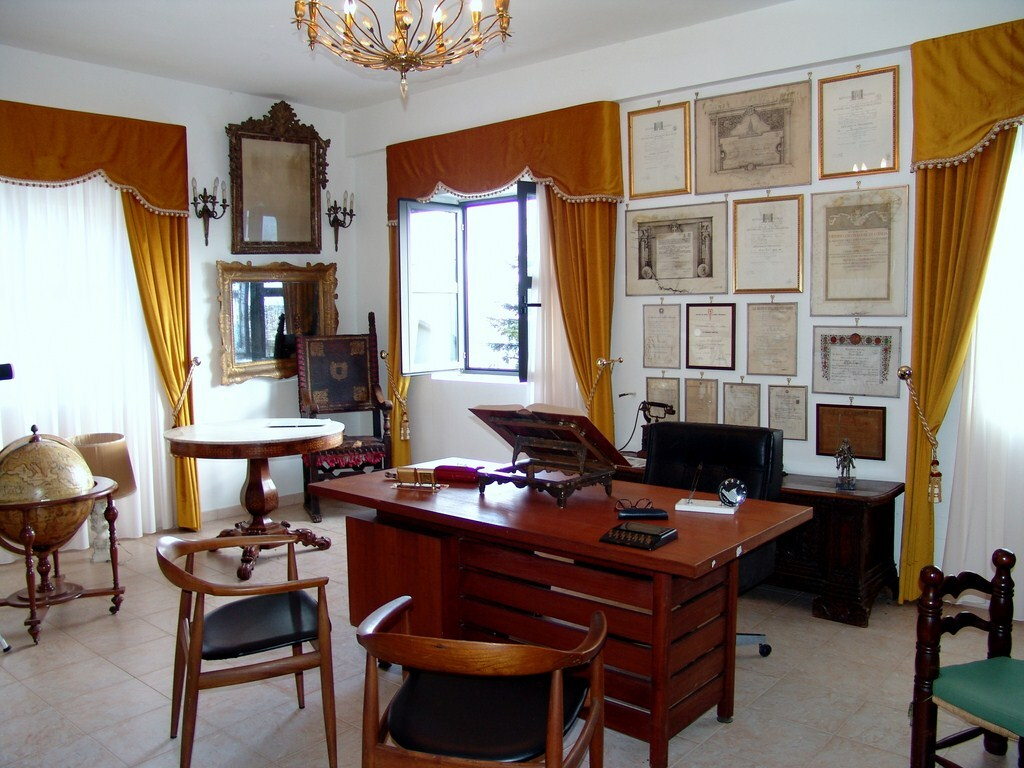
Ricostruzione dello studio del Dott.Chidichimo nel museo di Alessandria

Il museo Guido Chidichimo (Alessandria, 1912 – Roma, 1998) si trova nelle vicinanze dell’orto botanico ed è dedicato all’omonimo cardio-chirurgo italiano, che riposa nel suo paese natio. È stato il primo medico italiano ed eseguire un intervento di cardiochirurgia a cuore aperto e nel corso della sua vita ha eseguito oltre 35.000 interventi di chirurgia generale e oltre 10.000 di cardiologia chirurgica a cuore aperto. È stato, inoltre, autore di 250 pubblicazioni scientifiche in ambito di Chirurgia e di Cardio-angio-chirurgia.
Guido Chidichimo ha lasciato tutto l’arredo dello studio romano e tutto il materiale culturale e scientifico che lo componeva al paese natio e così, dopo la sua morte, l’amministrazione comunale ha dato origine al Museo Guido Chidichimo dove si può apprezzare la ricostruzione dello studio romano, con tanto di alcuni particolarissimi strumenti operatori, della sua ricca biblioteca, nonché quadri, attestazioni e riconoscimenti.

#### Museo del Lupo
Il Museo del Lupo ad Alessandria del Carretto è un punto di riferimento per chi visita il Parco Nazionale del Pollino. All'interno vi è stato creato un percorso a pannelli sulla vita, l'ecologia e l'etologia del lupo e la storia del suo difficile rapporto con l'uomo. Il lupo è il protagonista di questo museo ma insieme ad esso troviamo altri importanti elementi della fauna locale.

#### Orto Botanico “Difisella”
Voluto dall’amministrazione comunale negli anni ‘90, è ricco di flora nativa. L’orto botanico offre un percorso sentieristico all’interno di esso alla scoperta delle varie tipologie di flora che vi si trovano e anche per avere un momento di relax immergendosi nella natura. All’interno di esso troviamo, inoltre, un parco giochi, un’area pic-nic e il punto di raccolta dell’acqua che viene distribuita in paese.
Acereta del monte Sparviere
Non si hanno notizie storiche sulla formazione dell’Acereta del Monte Sparviere, che a seguito dei riscontri dendrometrici effettuati nel 1993 dalla Sezione Operativa di Cosenza dell’Istituto Sperimentale per la Selvicoltura, sono risultate due classi di età: 80-100 e 100-120 anni.
L’Acereta si trova all’interno della Rete Natura 2000 – SIC “Monte Sparviere” IT9310019.

## Società

### Tradizioni e folclore

#### Festa della Pitë (Abete) e del patrono Sant'Alessandro P.M.
La tradizione orale alessandrina riporta che la Festa dell'Abete ebbe inizio nel '600, quando un boscaiolo, dopo aver abbattuto un abete bianco, trovò all'interno del tronco l'immagine di Sant'Alessandro Papa Martire, morto decapitato.
Da quel giorno, ogni anno, l'ultima domenica di aprile e il tre maggio, ad Alessandria del Carretto si svolge un secolare momento comunitario scandito da lavori preparatori, riti collettivi, cerimonie religiose e momenti spettacolari.
La partecipazione della comunità è totale e diverse generazioni di alessandrini dedicano al loro Santo patrono un abete bianco: esso viene ritualmente scisso in due parti: il tronco e la cima che sono trasportati, a forza di braccia, fin dentro al centro abitato, dove verranno ricomposti e innalzati, scalati e riabbattuti creando poi una specie di albero della cuccagna.
Intorno all'albero si ristabilisce l'identità culturale di una comunità e il suo senso di appartenenza al territorio. La Festa della Pitë è un evento festivo che dura per circa un mese e prevede eventi rituali ripetuti annualmente per celebrare i simboli della comunità.
Le singole fasi della festa si svolgono in diverse giornate.

#### Radicazioni
Radicazioni, festival delle culture tradizionali, ogni anno ha luogo dal 20 al 22 agosto. La prima edizione si è tenuta nel 2003 ed ogni anno si è ripetuto ad eccezione del 2015. Questo festival viene articolato in 3 giornate nelle quali le strade del paese vengono animate da gruppi musicali di vario genere, artisti di strada, bancarelle di prodotti artigianali, spettacoli di intrattenimento, dibattiti di vario genere e, durante le ore serali, concerti di musica tradizionale, popolare e non solo.

#### Carnevale Tradizionale
Questa tradizione risale alle origini del borgo, tramandata di generazione in generazione fino ai giorni nostri. Il carnevale alessandrino è un misto di tradizioni e leggende, di sacro e profano che si articola dall'unione e dal contemporaneo scontro di diverse maschere
- i Polëcënëllë Biëllë, maschere legate a determinate famiglie di Alessandria che si tramandavano l'arte del vestirsi e del ballo di padre in figlio. Il vestiario di questa maschera è complesso: il copricapo, la maschera lignea e lo "scriazzo" sono di proprietà del pulcinella, mentre il resto dell'abbigliamento è prestato per l'occasione, solitamente dalla famiglia alla quale il pulcinella è legato da un vincolo sentimentale. Ogni parte del corpo deve essere celata al pubblico. Il corteo è organizzato in modo militaresco. Guidati dalla figura "du gëgandë”, la maschera più alta e bella, il quale raduna tutti gli altri belli, si muovono in corteo una fila per due saltellando e tenendosi l'una a l'altra dal mignolo verso la casa della sposa. Il corteo è accompagnato da vari suonatori ed, in particolare, un suonatore di surdulina. Una volta radunato tutto il corteo le maschere si dirigono in punti strategici del paese, il suono del campanaccio indica il loro arrivo, campanaccio che viene reso muto durante il ballo. La danza dei belli è una tarantella posata e lenta, i passi sono ben legati al terreno e in alcuni momenti della danza la terra viene percossa, quasi a volerla risvegliare. "U scriazzë" è l’unico oggetto che permette le maschere di entrare in contatto fisico con la gente, i pon-pon posti all'estremità dello stesso sfiorano le teste, “infilzano" i cappelli degli uomini che poi vengono portati in giro per la piazza, tutto in segno di buon augurio. All'imbrunire i Belli si levano la maschera lignea facendosi riconoscere alla comunità. Con il viso scoperto si iniziano le serenate di buon augurio alle famiglie che in precedenza hanno donato in prestito le parti del vestiario.

- L’Ursë, un uomo robusto camuffato da animale con caratteristiche ed elementi che ne esasperano le fattezze brutali. Il volto annerito dalla fuliggine, il corpo ricoperto da più strati di pelli di capra, con in testa vistose corna di caprone. Alla cintura sono attaccati dei grossi campanacci ed è legato a pesanti catene: “I kemastrë". Veniva trascinato e rincorso per le vie del paese da alcuni cacciatori. L'Urse rappresenta la forza oscura della natura, del bosco, l'entità mostruosa che va domata. Si avvicina con modi violenti alle persone cercando di mettere terrore, alcune volte sfugge al controllo dei cacciatori e raggiunto viene dileggiato e bastonato sulle spalle, cadendo a terra finge di essere morto ma dopo poco si rialza e ricomincia il caos. Dopo vari cicli l'uomo animale viene allontanato dal perimetro conosciuto della comunità e con esso tutto quello che la comunità teme e che lo stesso Ursë rappresenta.

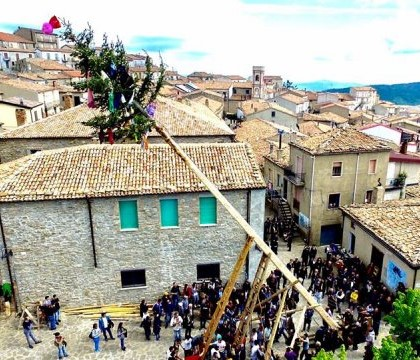
L'innalzamento della Pitë

- Coremmë, l'Incarnazione della Quaresima, figura che indica la fine del periodo carnevalesco, veste le sembianze di una vecchia cenciosa, gobbuta e zoppicante, indossa l'abito nero del lutto con viso tinto dal nero fumo. Questa figura entrava in scena il martedì grasso, ultimo giorno dei festeggiamenti carnevaleschi. Gira tra la gente colpendo gli astanti alle gambe con un grosso fuso, nella cinta ha legato una grossa forbice da tosatura con la quale mima il taglio del filo raccolto nel fuso. Alla vista di questa maschera le persone gridano: "Coremmé a pedë toartë chi ci faijë devantë e stë portë?" (Quaresima la zoppa, che cosa ci fai davanti a questa porta?") e lei risponde: "Ci mangë e ci vivë e c songhë u matinë" ("Ci mangio e ci bevo e ci suono il mattino"). All'imbrunire alcuni uomini sparavano con i fucili in aria e tali spari ponevano fine al carnevale.

- I Polëcënëllë Bruttë o lajëdë sono la controparte dei belli, rappresentano la disorganizzazione, il caos, il frastuono, il dionisiaco. Il corteo dei brutti era in passato accompagnato dalle zampogne a chiave, il loro ballo era disordinato, stereotipava movimenti grotteschi. Entravano in scena appena i belli andavano via, le due figure non entravano mai in contatto né visivo e né fisico, in realtà le due figure sono indissociabili, l’una si caratterizza in modo da contraddire l'altra. I brutti vestono con panni vecchi, stracci, il viso tinto di fuliggine o coperto di stracci a uso di maschera. Camminano curvi come fossero storpi scatenando lo scompiglio e la paura degli spettatori, riempiono l'area di polvere e grida. La messa in scena dei Belli e Brutti è una lotta rituale, tra la ricchezza e la povertà, tra la primavera e l’inverno, tra la luce ed il buio, tra l'ordine ed il disordine.

#### Cinema e media
Ad Alessandria del Carretto nel 1959 è stato girato il noto documentario I Dimenticati di Vittorio De Seta, considerarto il padre del cinema documentario italiano.

### Evoluzione demografica
A partire dall'Unità d'Italia il paese ha perso oltre 1.000 abitanti in poco meno di centocinquant'anni a causa di un forte flusso di emigrazione. Rappresenta il comune dell'Alto Ionio Cosentino con maggiore perdita di popolazione, visto che dal 1991 al 2008 essa si è quasi dimezzata, e dal 2001 al 2007 ha fatto registrare un calo del 18,3%.
L'evoluzione demografica del comune dal 2002 al 2011 (al 31 dicembre di ogni anno) è la seguente:
- 2002: 720 (-21 ab. rispetto al 2001)
- 2003: 696 (-24 ab. rispetto al 2002)
- 2004: 677 (-21 ab. rispetto al 2003)
- 2005: 654 (-23 ab. rispetto al 2004)
- 2006: 626 (-28 ab. rispetto al 2005)
- 2007: 606 (-20 ab. rispetto al 2006)
- 2008: 594 (-12 ab. rispetto al 2007)
- 2011: 531 (-63 ab. rispetto al 2008)

Abitanti censiti

## Amministrazione
| Periodo        | Periodo   | Primo cittadino | Partito      | Carica  | Note |
| -------------- | --------- | --------------- | ------------ | ------- | ---- |
| 27 maggio 2019 | in carica | Domenico Vuodo  | lista civica | Sindaco |      |